# Nécropole nationale de Chambière
Pour un article plus général, voir Sites funéraires et mémoriels de la Première Guerre mondiale (Front Ouest).
La nécropole nationale de Chambière est un cimetière militaire français situé sur le territoire de la commune de Metz dans le département de la Moselle. Il rassemble des tombes de soldats de la Guerre franco-allemande de 1870, de la Première Guerre mondiale et de la Seconde Guerre mondiale.

## Historique
La nécropole nationale de Chambière fut créée en 1870. Après la Guerre de 1870 et l’annexion par l’Allemagne du nord-est de la Lorraine (et d'une partie de l'Alsace), l'administration impériale établit à Chambière le cimetière de garnison. Après 1918 et le retour de l’"Alsace-Lorraine" à la France, le cimetière devint nécropole nationale et n’accueillit plus désormais que des sépultures de guerre. 
La nécropole est inscrite au titre des monuments historiques par arrêté du 28 décembre 2017.

## Caractéristiques
Elle contient 5 014 tombes individuelles et 11 ossuaires regroupant 13 015 militaires et civils français, alliés (1 700 Russes, 103 Britanniques, 88 Italiens et 15 Belges) et Allemands.
Le cimetière militaire abrite : 
- le mémorial des Dames-de-Metz de 1871 ;
- le monument commémoratif et tombe du général Razout ;
- la tombe du général Jean Marcel Robert Guitry ;
- le carré militaire italien de la Première Guerre mondiale (89 corps de soldats et officiers inhumés en 1927) ;
- le monument des soldats inconnus 1939-1945 : « 1939 - 1945 Ici reposent des soldats Français inconnus Morts pour la France » ;
- le monument et carré des prisonniers de guerre français et russes 1939-1945 du charnier du camp de Woippy.

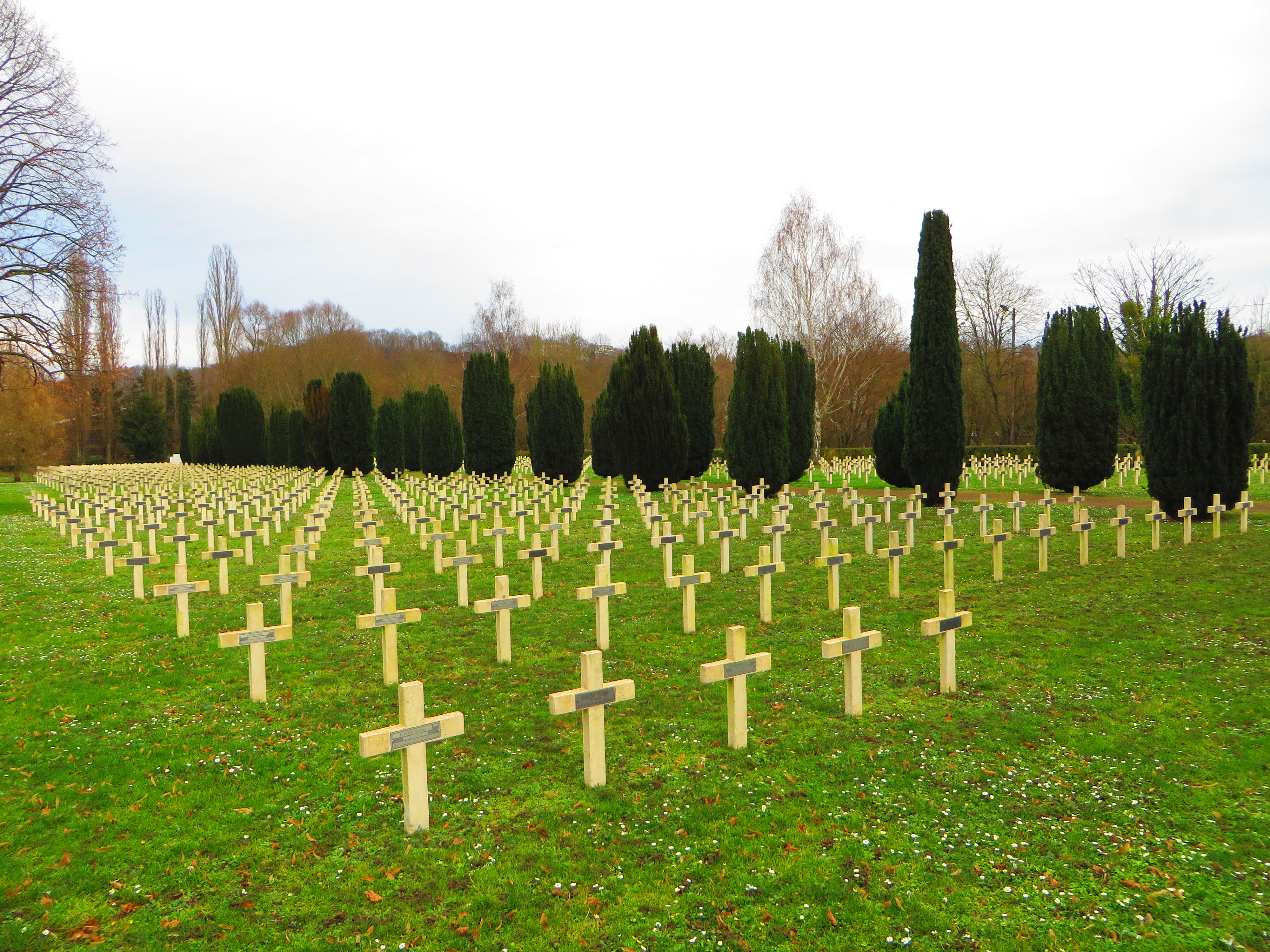
Cimetière militaire français chambière  Metz
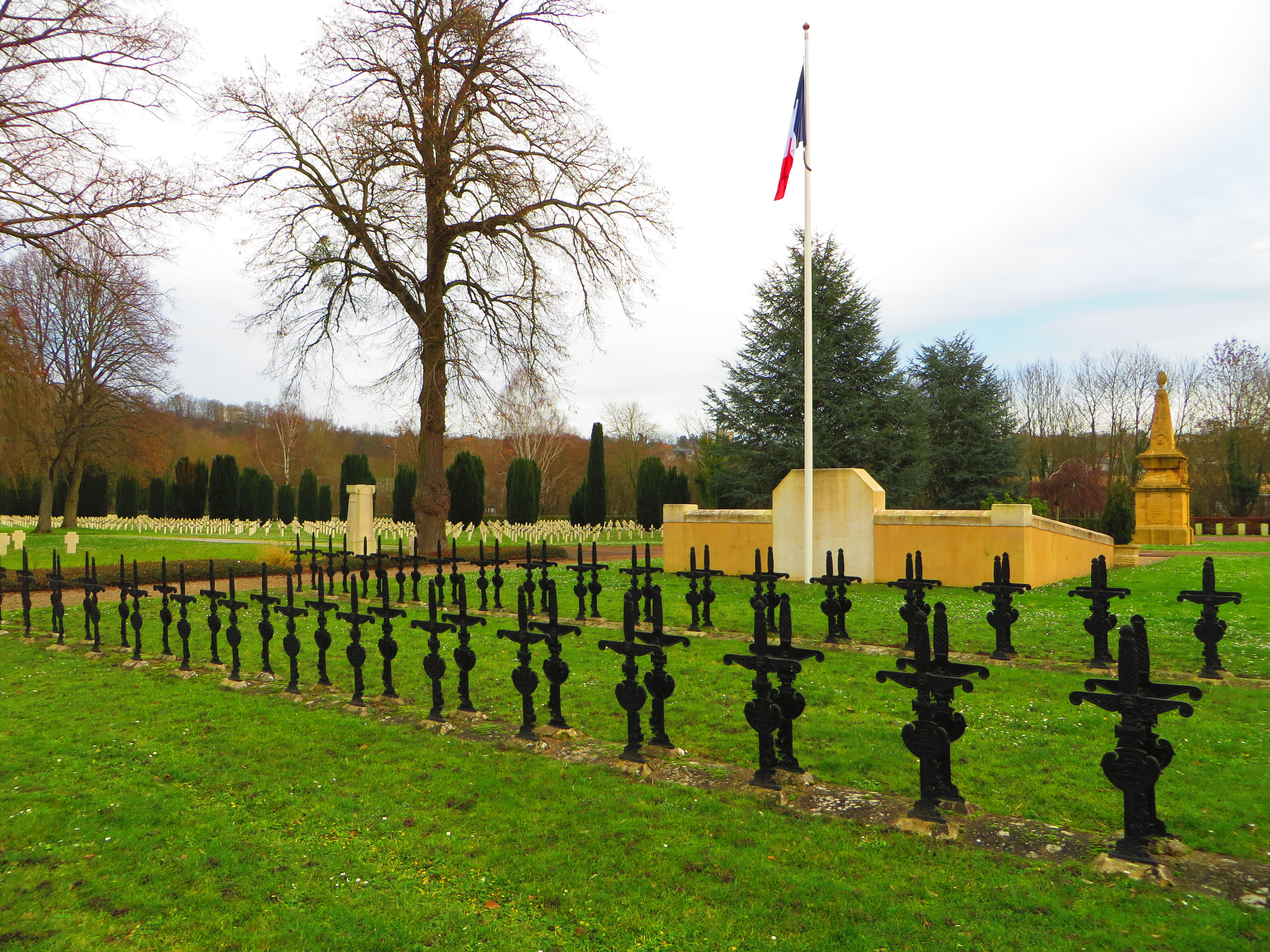
Cimetière militaire français chambière Metz
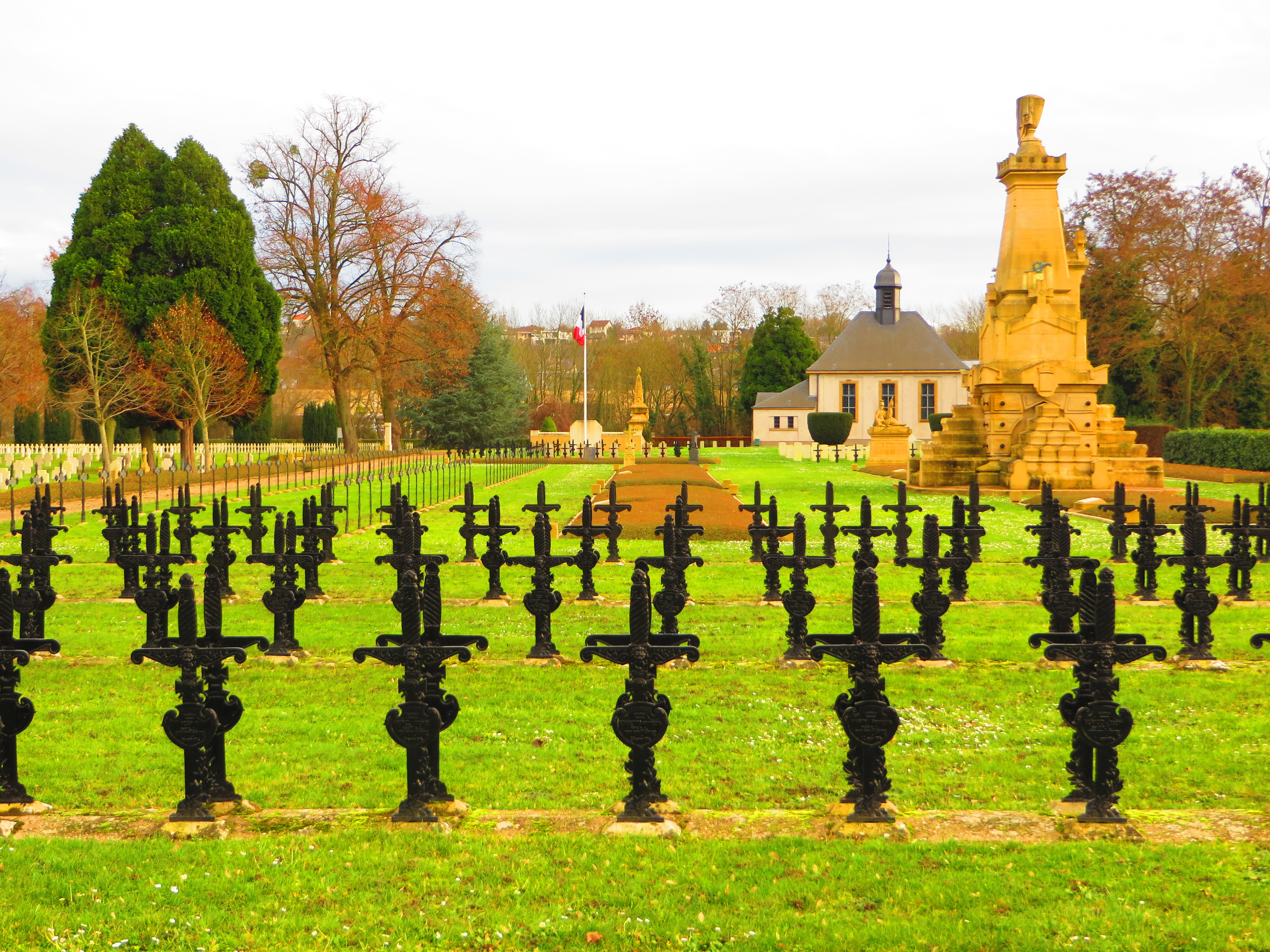
Cimetière militaire français chambière Metz
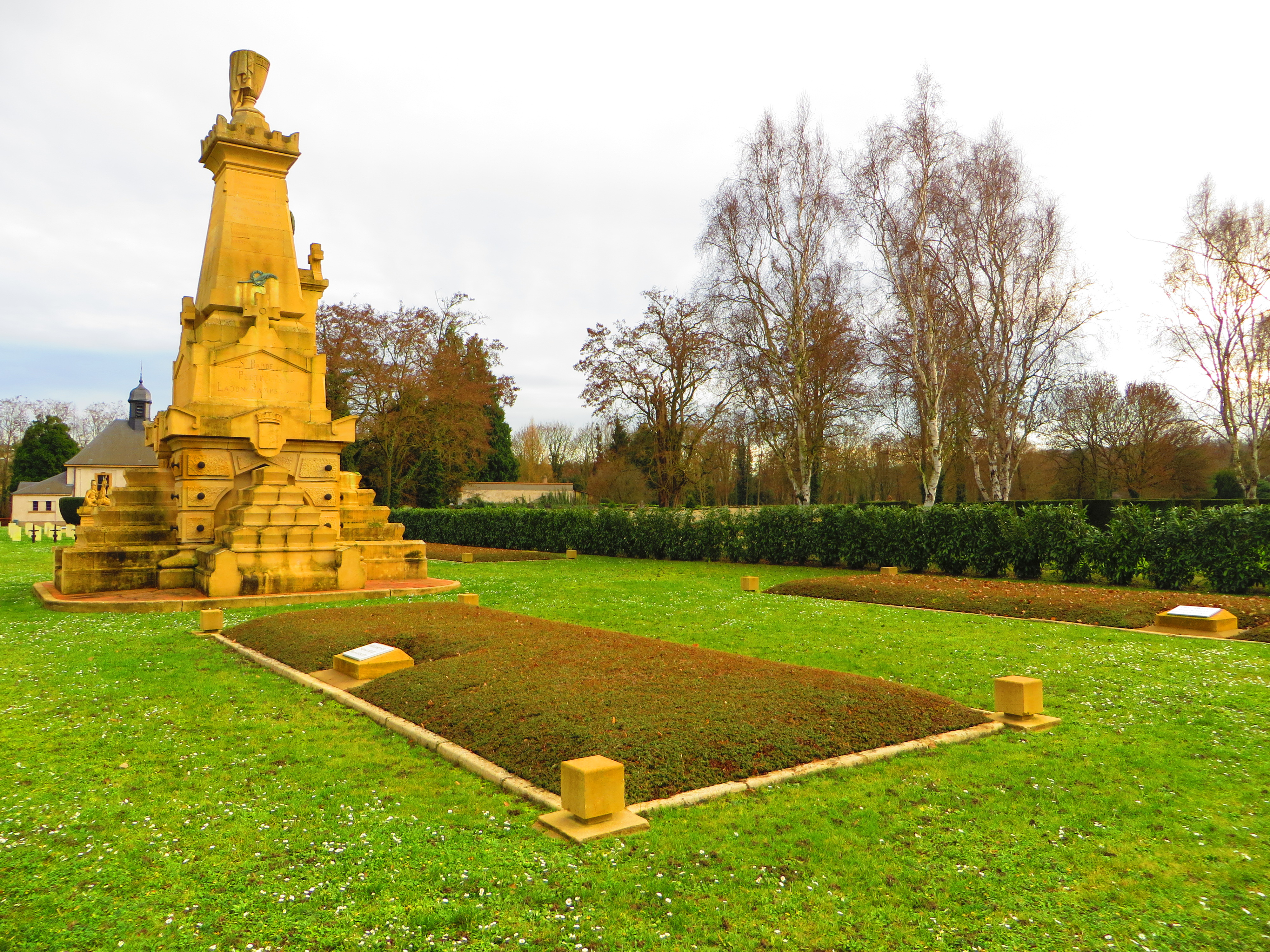
Metz Nécropole nationale de Chambière guerre 1870-1871.
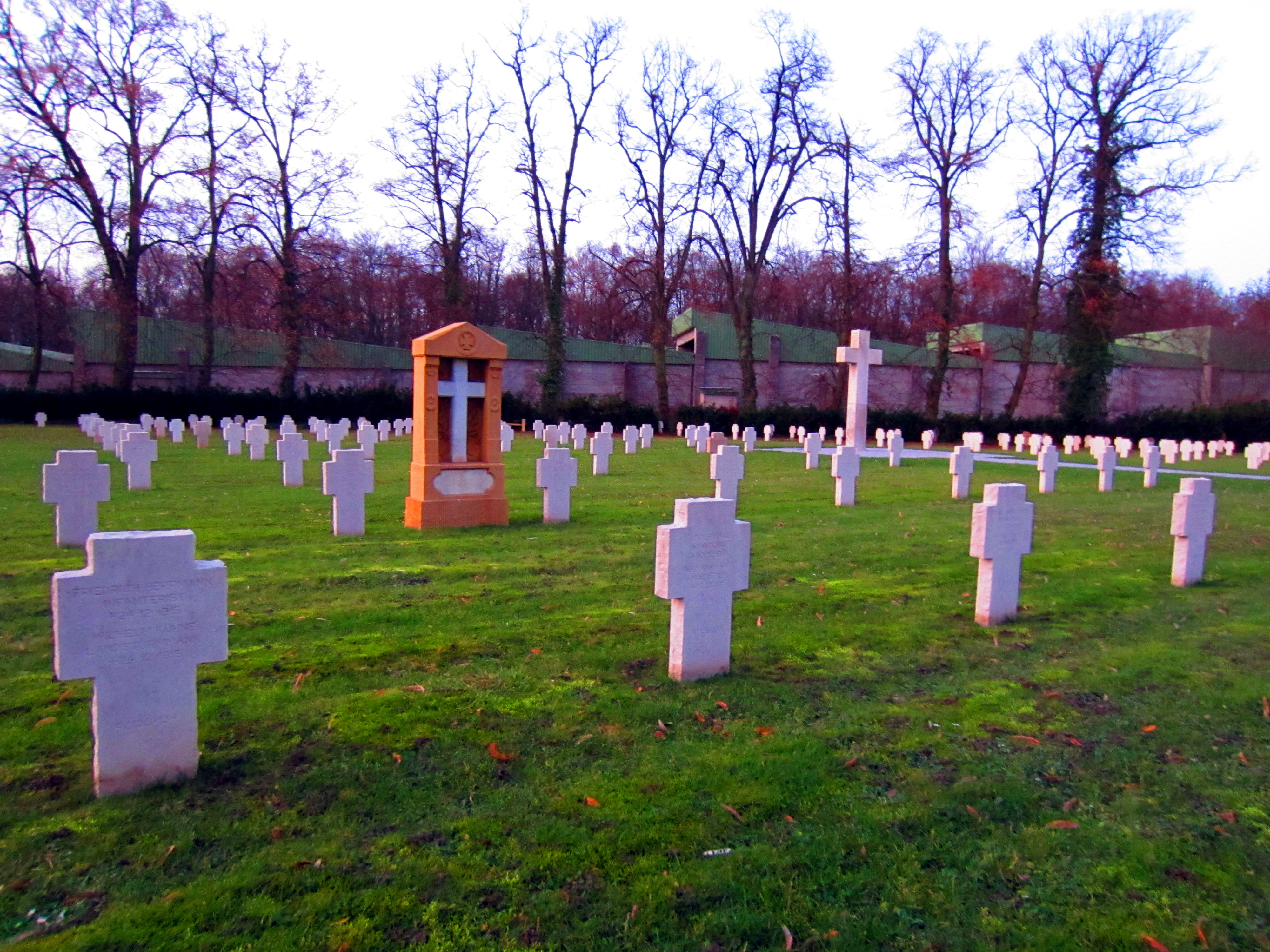
Cimetière militaire allemand de Chambière à Metz.
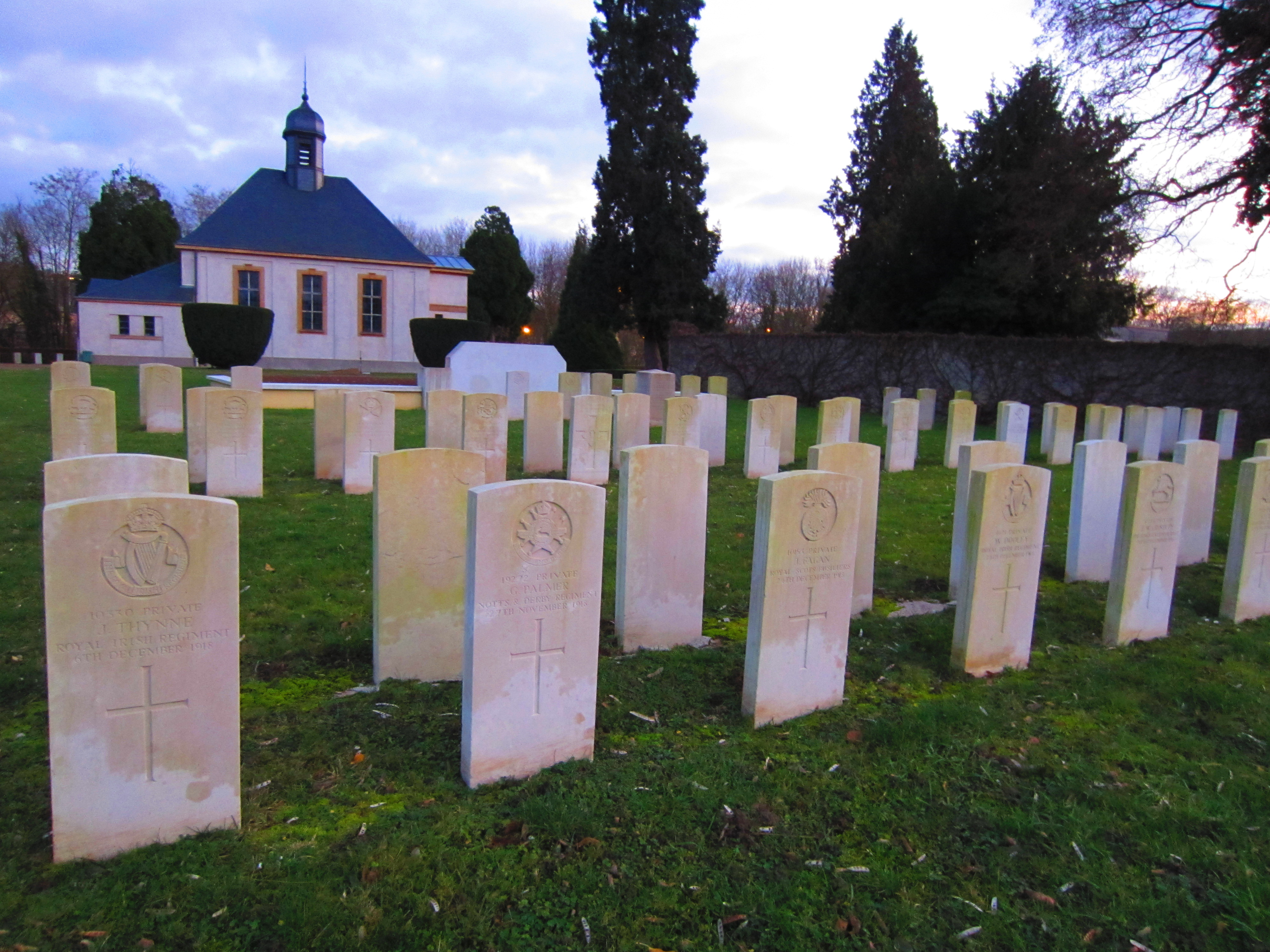
Cimetière militaire de Chambière à Metz tombes Britanniques.
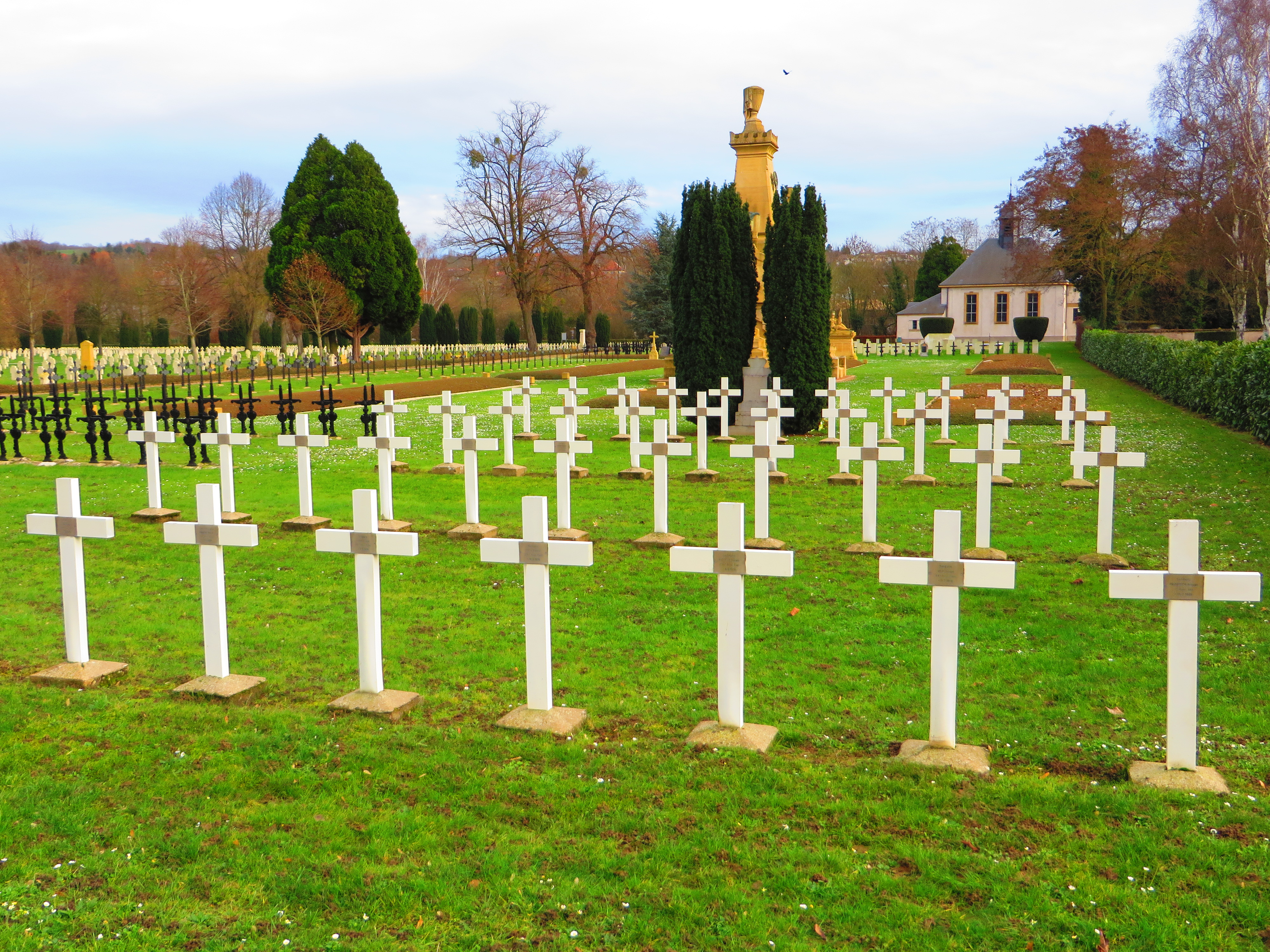
cimetière militaire de Chambière à Metz tombes Italiennes.
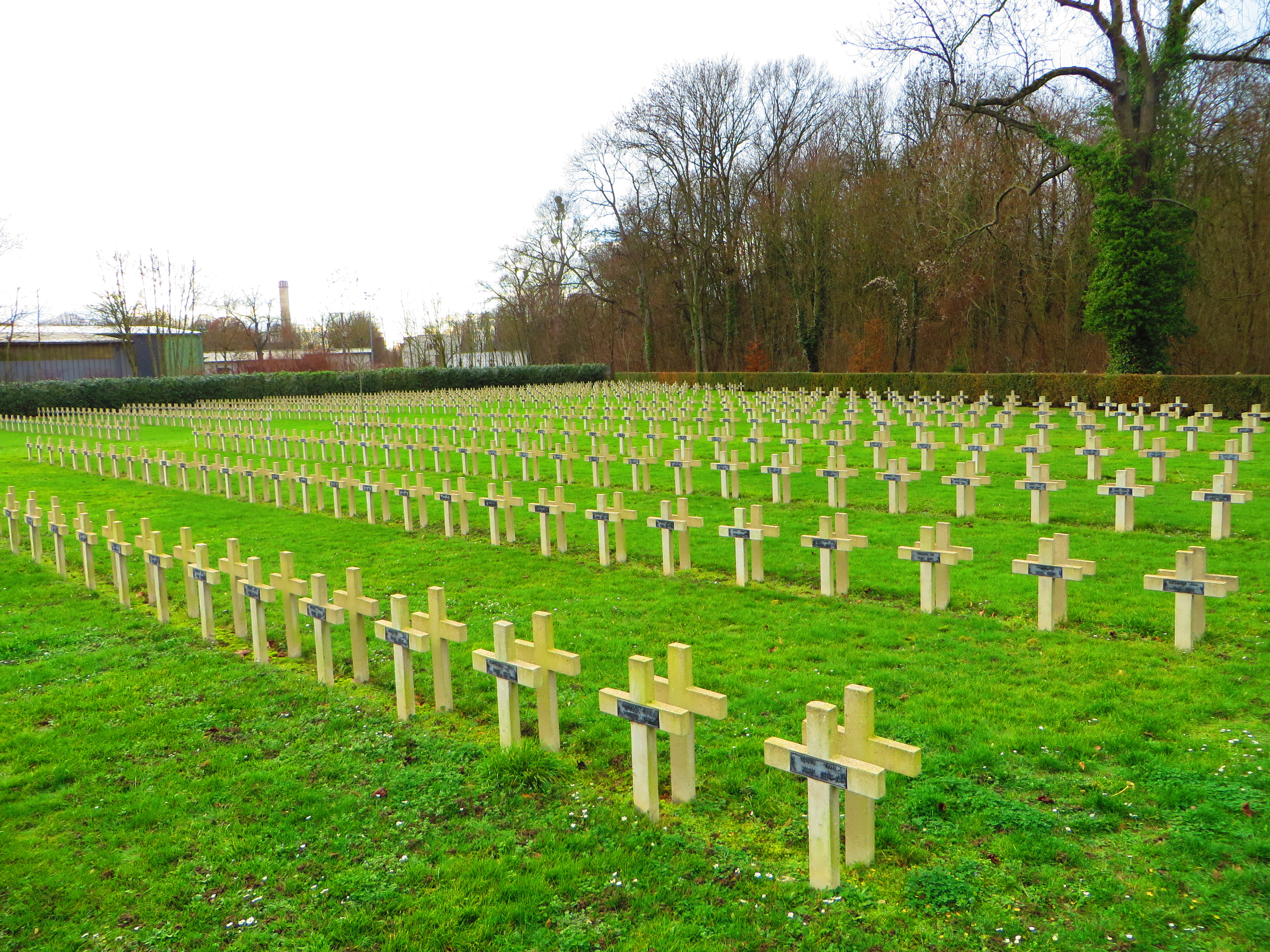
Cimetière militaire de Chambière à Metz tombes Russes.
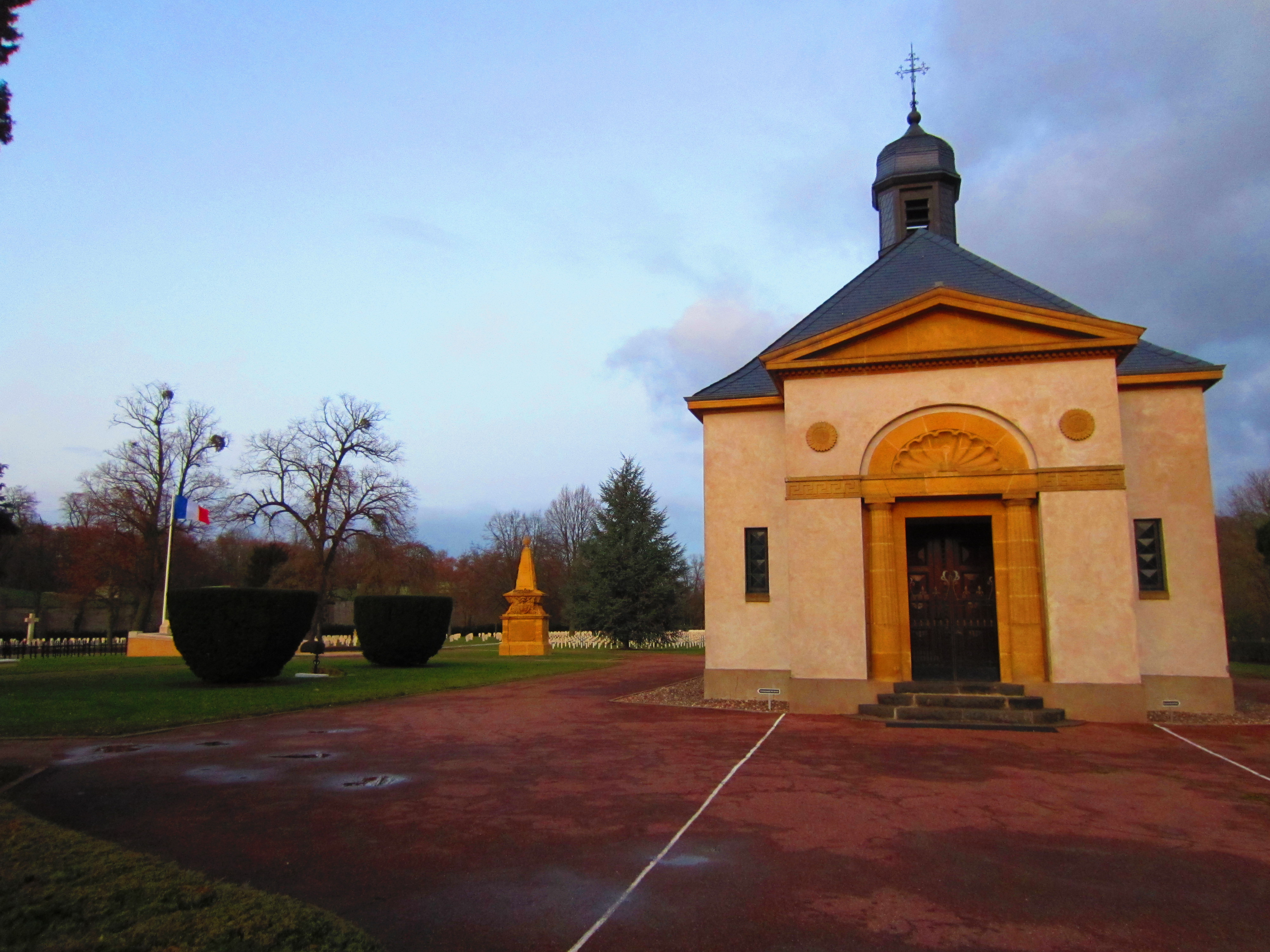
Chapelle commémorative du cimetière de Chambière.